# Genoplesium oliganthum
Genoplesium oliganthum är en orkidéart som beskrevs av David Lloyd Jones. Genoplesium oliganthum ingår i släktet Genoplesium och familjen orkidéer.
Artens utbredningsområde är New South Wales. Inga underarter finns listade i Catalogue of Life.